# 故城県
故城県（こじょう-けん）は中華人民共和国河北省衡水市に位置する県。

## 歴史
元初に設置された。1958年に廃止され呉橋県に編入されたが、1961年に再設置され現在に至る。

## 行政区画
- 鎮:鄭口鎮、夏荘鎮、青罕鎮、故城鎮、武官寨鎮、饒陽店鎮、軍屯鎮、建国鎮、西半屯鎮、房荘鎮、三朗鎮
- 郷:辛荘郷、里老郷